# Serie leonardesca
La Serie leonardesca è una serie ordinaria di francobolli autoadesivi emessa dalle Poste italiane il primo ottobre 2015.
Ha la peculiarità di essere la prima, fra le emissioni italiane, a riportare un simbolo indicante la tariffa pro tempore e non un controvalore in valuta.

## Descrizione
La serie è detta Leonardesca in quanto sui quattro sono raffigurati dettagli di opere di Leonardo da Vinci:
- il valore relativo alla tariffa A riporta un particolare dell'Uomo vitruviano;
- il valore relativo alla tariffa A zona 1 raffigura la Vite aerea, particolare del Manoscritto sulle macchine volanti;
- il valore relativo alla tariffa A zona 2 riporta lo studio di un'ala meccanica, particolare del Codice Atlantico;
- il valore relativo alla tariffa A zona 3 trae nuovamente un'immagine dal codice atlantico: la balestra gigante.

Questa serie di francobolli è detta forever in quanto può essere sempre usata, anche nel caso di variazioni delle tariffe di servizio.

## I francobolli

Tariffa A
Tariffa A zona 1
Tariffa A zona 2
Tariffa A zona 3